# Механическая связь
Механической связью называют ограничения, накладываемые на координаты и скорости механической системы, которые должны выполняться на любом её движении. Связь можно описать математически как равенство или неравенство, содержащее время, координаты и скорости.

## Классификация связей
Если связь задаётся равенством, то говорят, что такая связь — удерживающая или двусторонняя:
{\displaystyle f(t,\mathbf {x} ,{\dot {\mathbf {x} }})=0.}
Если связь задаётся неравенством, то говорят, что такая связь — неудерживающая или односторонняя:
{\displaystyle f(t,\mathbf {x} ,{\dot {\mathbf {x} }})\leq 0.}
Если функция {\displaystyle f(t,\mathbf {x} ,{\dot {\mathbf {x} }})} зависит явно от времени, то говорят, что связь — нестационарная или реономная; если же эта функция не зависит явно от времени, то говорят, что эта связь — стационарная или склерономная.
Если функция не зависит от скоростей, т. е. {\displaystyle f=f(t,\mathbf {x} ),} то говорят, что связь — геометрическая или голономная. Если не существует преобразования, приводящего функцию {\displaystyle f} к такому виду, говорят, что связь — кинетическая (кинематическая) или неголономная.
Ещё связи бывают идеальными и неидеальными; условие идеальности связей не вытекает из вида уравнений или неравенств, задающих эти связи, а вводится дополнительно.